# امیر محمد چانته
استاد امیر محمد در سال ۱۳۱۰ خورشیدی در قریهٔ قابل بای ولسوالی ده سبز ولایت کابل متولد شده بود پدرش پیر محمد نام داشت که پیشه‌اش رباب نوازی بود. ایشان از سن ده سالگی به آواز خوانی آغاز کرد و نزد استاد محمد عمر فقید شاگرد نشسـت درس‌ها و شیوهٔ تدریس استاد  محمد عمر از یک سو، و علاقه و تلاش استاد امیر محمد از جانب دیگر موجب گردید تا صدای شادی‌آفرین وی رونق گر بیشتر از مجالس خوشی از کابل تا هرات از هرات تا به (بلخ) و از آنجا تا به ننگرهار و سایر نقاط کشور گردد. امیرمحمد به نواختن آلات موسیقی چون ارمونیه، رباب و تنبور اشراف کامل داشت.
او در سال ۱۹۹۳ م که جنگ قدرت عرصهٔ زندگی را بر همه تنگ‌تر ساحت ناگزیر به ترک وطن گردید و در بیرون از کشور مهاجر شد و در شهر کویته بلوچستان اقامت گزید. وی در سال ۱۹۹۷ م برای هنرنمایی به آمریکا و جرمنی دعوت شد. بعد انجام برنامه‌هایش قصد نمود تا به دیدن دخترش به ایران برود ولی در اثر سکته قلبی درگذشت.

## کتابها
- John Baily: Music of Afghanistan: Professional Musicians in the City of Herat. Cambridge University Press, Cambridge 1988, S. 72, 109, 132, 116–119

## ویب لینک
- استاد امیر محمد، یک آهنګ غزل در خرابات

الگو:اطلاعات شخص